# طوبولوجيا جبرية
الطوبولوجيا الجبرية هي فرع من الرياضيات، يستعمل أدوات من الجبر التجريدي من أجل دراسة الفضاءات الطوبولوجية.